# Золотая космическая медаль ФАИ
Золотая космическая медаль ФАИ — награда ФАИ; учреждена в 1963 году. Статус аналогичен статусу Золотой авиационной медали ФАИ.
Награда присуждается людям, работа, достижения или любая другая деятельность которых, стала величайшим вкладом в развитие космонавтики.
| Год награждения | Имя                                        | Страна  |
| --------------- | ------------------------------------------ | ------- |
| 2010            | Сергей Крикалёв                            | Россия  |
| 2003            | Салли Райд                                 | США     |
| 2002            | Не присуждалась                            |         |
| 2001            | Не присуждалась                            |         |
| 2000            | Юрий Николаевич Коптев                     | Россия  |
| 1999            | Не присуждалась                            |         |
| 1998            | Джон Гленн                                 | США     |
| 1997            | Юрий Павлович Семёнов                      | Россия  |
| 1996            | Не присуждалась                            |         |
| 1995            | Не присуждалась                            |         |
| 1994            | Не присуждалась                            |         |
| 1993            | Стори Масгрейв                             | США     |
| 1992            | Не присуждалась                            |         |
| 1991            | Не присуждалась                            |         |
| 1990            | Василий Павлович Мишин                     | СССР    |
| 1989            | Не присуждалась                            |         |
| 1988            | Владимир Георгиевич Титов                  | СССР    |
| 1988            | Муса Хираманович Манаров                   | СССР    |
| 1987            | Леонид Денисович Кизим                     | СССР    |
| 1986            | Роберт Дженти (Robert Genty)               | Франция |
| 1985            | Герман Степанович Титов                    | СССР    |
| 1984            | Владимир Алексеевич Соловьёв               | СССР    |
| 1983            | Ричард Трули                               | США     |
| 1982            | Анатолий Николаевич Березовой              | СССР    |
| 1981            | Джон Янг                                   | США     |
| 1980            | Не присуждалась                            |         |
| 1979            | Владимир Афанасьевич Ляхов                 | СССР    |
| 1978            | Юрий Викторович Романенко                  | СССР    |
| 1977            | Георгий Тимофеевич Береговой               | СССР    |
| 1976            | Майкл Коллинз                              | США     |
| 1975            | Томас Стаффорд                             | США     |
| 1975            | Алексей Архипович Леонов                   | СССР    |
| 1974            | Джеральд Карп (Gerald P. Carp)             | США     |
| 1973            | Чарльз Конрад (младший)                    | США     |
| 1972            | Юджин Сернан                               | США     |
| 1971            | Дэвид Скотт                                | США     |
| 1970            | Джеймс Ловелл (младший)                    | США     |
| 1969            | Нил Армстронг                              | США     |
| 1968            | Фрэнк Борман                               | США     |
| 1967            | Не присуждалась                            |         |
| 1966            | Джеймс Ловелл (младший)                    | США     |
| 1965            | Алексей Архипович Леонов                   | СССР    |
| 1964            | Владимир Михайлович Комаров                | СССР    |
| 1964            | Константин Петрович Феоктистов             | СССР    |
| 1964            | Борис Борисович Егоров                     | СССР    |
| 1963            | Валентина Владимировна Николаева-Терешкова | СССР    |
| 1962            | Андриан Григорьевич Николаев               | СССР    |
| 1962            | Павел Романович Попович                    | СССР    |